# Francisca Martins
Francisca Soares Martins, född 27 juni 2003, är en portugisisk simmare. 

## Karriär
Vid EM 2024 i Belgrad tog Martins brons på 400 meter frisim.